# 神谷志龍
神谷 志龍（かみや しりゅう）は、日本のシンガーソングライター。身長166cm。A型。過去にはプロペリン・万玄斎・砂天狗の名義でボカロPをしていた。

## 略歴
2019年よりSNSやYouTubeなどを中心に活動を開始。歌唱、作詞作曲、楽器の録音や編曲・ミキシングまでを手掛けている。
2019年3月、ウォルピスカーター1st Single「1％」に収録の「僕らのミッシングリンク」を書き下ろし、神谷志龍としての活動が始動。
同年7月には、Souの2ndアルバム「深層から」に収録の「愚者のパレード」「ノイド」に編曲として参加。また同年9月、自身初のオリジナル作品となる「独白」を発表する。
2020年2月、halcaの1stアルバム「Assortrip」に収録の「be your XXX」に作詞・作曲・編曲で参加。同年3月に、以前より交流のあったウォルピスカーターの4thアルバム「40果実の木」に収録の「Colors」「偶像信仰上過失致死」に作曲・編曲として参加。また、同年8月にSouの1st EP「Utopia」に収録されたTVアニメ「ID:INVADED」のオープニングテーマ「ミスターフィクサー」と、「ユートピア」に作曲・編曲として参加する。
2021年5月、ウォルピスカーターの1st EP「ウォルピスカーター」に収録の「口なしの黒百合」に作曲・編曲として参加。ピッコマ『私を突き刺す棘』篇のCMソングに使用される。同年11月、初のアルバム「GHOST AID」を配信リリース、2022年3月23日にCDを発売。タワーレコード新宿店にてパネル展を開催した。
同年11月、過緊張性発声障害という診断を受け、歌唱活動を1年間休止。翌年12月に「空洞サイボーグ」をリリースし、再び活動期に戻る。
ウォルピスカーターの2nd EP「分身 -Bunshin-」に収録されるM-2「分身」に作曲・編曲で参加。リリースにあたって、ウォルピスカーターと対談する形で音楽専門誌ナタリー (ニュースサイト)にてインタビューを受ける。
テレビ東京のドラマ「寂しい丘で狩りをする」の主題歌となった、女性シンガーkrageメジャー・デビュー曲「HIBANA」に作曲で参加。自身としては初めてのテレビドラマへの書き下ろしとなった。
矢野妃菜喜の1stシングル「ホログラムの天使」M-1「ホログラムの天使」に作曲・編曲で参加。
2024年4月10日、ウォルピスカーターNewAlbum「余罪」に収録された「漂白」を楽曲提供。
2024年10月12日、アイドルグループKnightA-騎士A-のメンバーしゆんの初オリジナル・初実写MV「汗が乾く前に」にて楽曲を書き下ろした。

## ディスコグラフィー

### アルバム
|     | 発売日                                     | タイトル  | 収録曲 |
| --- | ------------------------------------------ | --------- | --- |
| 1st | 2022年3月23日（CD） 2021年11月24日（配信） | GHOST AID | 1. 独白 2. 嘘ツキノウタ 3. 蓄積する毒 4. 正気じゃいられない 5. 不安天来 6. borderline 7. 悪党 8. 空っぽに満ちた獣 9. 楽園へ 10. ネガティブマシーン 11. 美しき無常 |

### 配信限定EP
|     | 発売日        | タイトル | 収録曲                                |
| --- | ------------- | -------- | ------------------------------------- |
| 1st | 2021年3月1日  | e.p. 01  | 1. 独白 2. 空っぽに満ちた獣 3. 楽園へ |
| 2nd | 2021年4月14日 | e.p. 02  | 1. borderline 2. 空白の朝             |

### 配信限定シングル
| 発売日         | タイトル               | 収録曲                    | 備考                             |
| -------------- | ---------------------- | ------------------------- | -------------------------------- |
| 2021年4月21日  | ネガティブ・マシーン   | 1. ネガティブ・マシーン   |                                  |
| 2021年4月28日  | 悪党                   | 1. 悪党                   |                                  |
| 2021年6月30日  | 正気じゃいられない     | 1. 正気じゃいられない     |                                  |
| 2021年8月25日  | 嘘ツキノウタ           | 1. 嘘ツキノウタ           |                                  |
| 2022年12月21日 | 空洞サイボーグ         | 1. 空洞サイボーグ         |                                  |
| 2023年3月15日  | (just) lein.           | 1. (just) lein.           |                                  |
| 2023年5月24日  | 半端者                 | 1. 半端者                 |                                  |
| 2023年8月30日  | 急転直下サマー         | 1. 急転直下サマー         | ベース：田中雄大（ユアネス）     |
| 2023年10月18日 | コクーン feat. 缶缶    | 1. コクーン feat. 缶缶    | ギター・ベース：柿澤秀吉（秀吉） |
| 2023年12月20日 | 愛なら捨てたはずだった | 1. 愛なら捨てたはずだった |                                  |
| 2024年2月21日  | 孤独の遺伝子           | 1. 孤独の遺伝子           |                                  |
| 2024年5月29日  | 誰のせいにすればいい   | 1. 誰のせいにすればいい   |                                  |
| 2024年8月7日   | 何事もないよ           | 1. 何事もないよ           |                                  |

### 提供作品
| アーティスト       | 発売日         | タイトル                                             | 提供曲                                                                      | 備考                                   |
| ------------------ | -------------- | ---------------------------------------------------- | --------------------------------------------------------------------------- | -------------------------------------- |
| Sou                | 2019年7月31日  | 2ndアルバム「深層から」                              | - Tr1「愚者のパレード」（編曲） - Tr6「ノイド」（編曲）                     |                                        |
| Sou                | 2020年8月19日  | 1st EP「Utopia」                                     | - Tr1「ミスターフィクサー」（作曲・編曲） - Tr7「ユートピア」（作曲・編曲） | TVアニメ「ID:INVADED」OP               |
| ウォルピスカーター | 2017年2月22日  | 2nd アルバム「ウォルピス社の提供でお送りしました。」 | - Tr9「20億走」（作曲・編曲）                                               |                                        |
| ウォルピスカーター | 2020年3月25日  | 4thアルバム「40果実の木」                            | - Tr1「Colors」（作曲・編曲） - Tr9「偶像信仰上過失致死」（作曲・編曲）     |                                        |
| ウォルピスカーター | 2021年5月26日  | 1st EP「Overseas Highway」                           | - Tr3「口なしの黒百合」（作曲・編曲）                                       | ピッコマ『私を突き刺す棘』篇CMソング   |
| ウォルピスカーター | 2022年3月23日  | 2nd EP「分身」                                       | - Tr2「分身」（作曲・編曲）                                                 |                                        |
| ウォルピスカーター | 2024年4月10日  | 5thアルバム「余罪」                                  | - Tr6「漂白」（作曲・編曲）                                                 |                                        |
| halca              | 2020年2月12日  | 1st アルバム「Assortrip」                            | - Tr5「be your XXX」（作詞・作曲・編曲）                                    |                                        |
| 矢野妃菜喜         | 2021年8月23日  | 1st シングル「ホログラムの天使」                     |                                                                             |                                        |
| krage              | 2022年4月22日  | 1st デジタルシングル「HIBANA」                       | - Tr1「HIBANA」（編曲）                                                     | TVドラマ「寂しい丘で狩りをする」主題歌 |
| 池田雄一           | 2022年12月14日 | ミニアルバム「my blue」                              | - Tr5「HIBANA」（作曲）                                                     |                                        |
| しゆん             | 2024年10月12日 | 「汗が乾く前に」                                     |                                                                             |                                        |

## ミュージックビデオ
| 公開日     | 監督       | 曲名                   | 備考               |
| ---------- | ---------- | ---------------------- | ------------------ |
| 2021/12/24 | よたばいと | 美しき無常             | イラスト：水呑朔   |
| 2022/12/21 | 神谷志龍   | 空洞サイボーグ         | イラスト：忘却図鑑 |
| 2023/03/15 | よたばいと | (just) lein.           | イラスト：水呑朔   |
| 2023/05/24 | よたばいと | 半端者                 | イラスト：yota     |
| 2023/08/30 | 水呑朔     | 急転直下サマー         | イラスト：水呑朔   |
| 2023/10/18 | よたばいと | コクーン               | イラスト：yota     |
| 2023/12/20 | 忘却図鑑   | 愛なら捨てたはずだった | イラスト：忘却図鑑 |